# Taiwanniltava
Taiwanniltava (Niltava vivida) är en asiatisk fågel i familjen flugsnappare inom ordningen tättingar.

## Utseende och läte
Taiwanniltava är en stor (18–19 cm), långvingad niltava med toppig hjässa. Hanen är koboltblå på ovansidan, svart på ansikte och strupe och orange undertill. Den saknar praktniltavans blåglans på hjässa och nacke. Vidare går den orange färgen på bröstet karakteristiskt upp som en kil i den svarta strupen. Honan är brungrå med beigefärgad strupe utan praktniltavans ovalformade ljusa strupfläck.

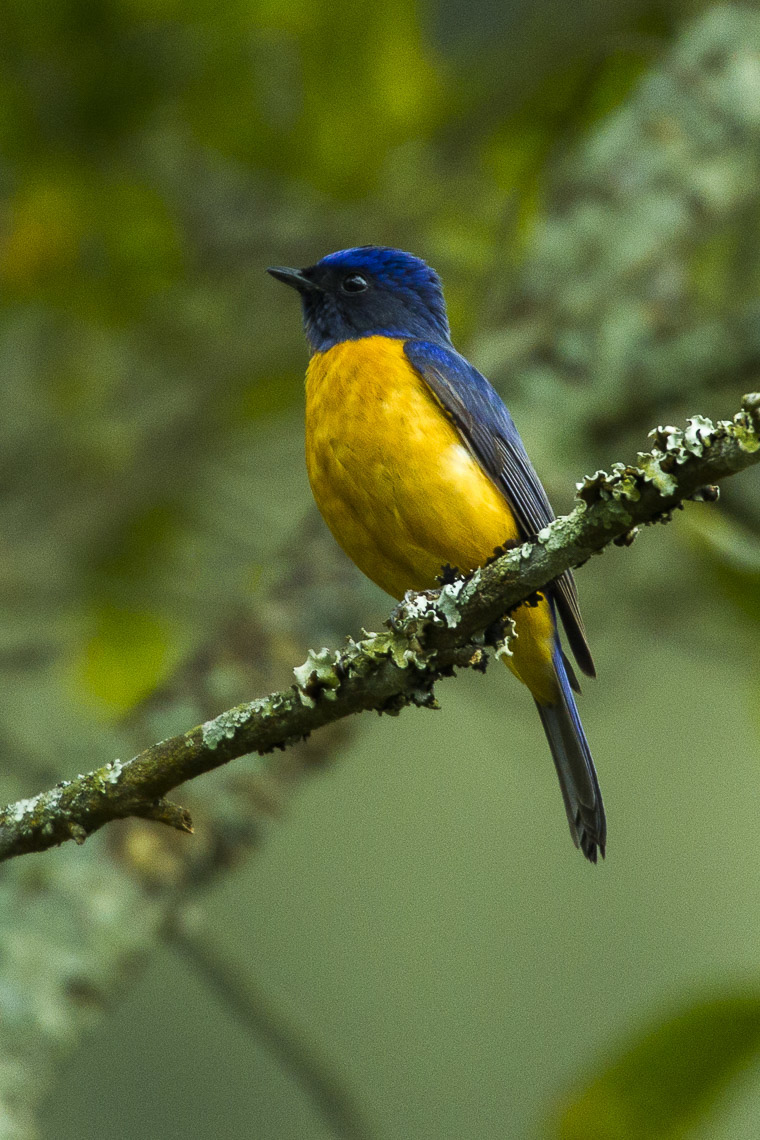
Hane taiwanniltava.

Sången består av en kort serie med en till tre ljusa visslingar, följt av en kvitter med först höga sedan lägre toner. Bland lätena hörs klart visslande "yiyou-yiyou".
Liknande kinesisk niltava (N. oatesi) är större med blekare hondräkt och avvikande sång, med kortare fraser samt färre toner och mindre variation i varje fras.

## Utbredning och systematik
Taiwanniltavan förekommer enbart på Taiwan och behandlas som monotypisk, det vill säga att den inte delas in i några underarter. Fram tills nyligen inkluderades dock populationen på fastlandet, oatesi, som del av vivida, då med det svenska trivialnamnet kinesisk niltava. När arterna delades upp flyttades det svenska trivialnamnet från vivida till oatesi, samtidigt som den senare döptes om till taiwanniltava.

## Levnadssätt
Taiwanniltavan bebor städsegröna tempererade skogar och bergsbelägna blandskogar, vanligen i mörka och täta områden. Den häckar upp till 2600 meters höjd, men kan vintertid röra sig ner till 900 meter, tillfälligtvis 200 meter. Födan är i stort sett okänd, men antas bestå av små ryggradslösa djur. Den har också noterats ta småfrukter.

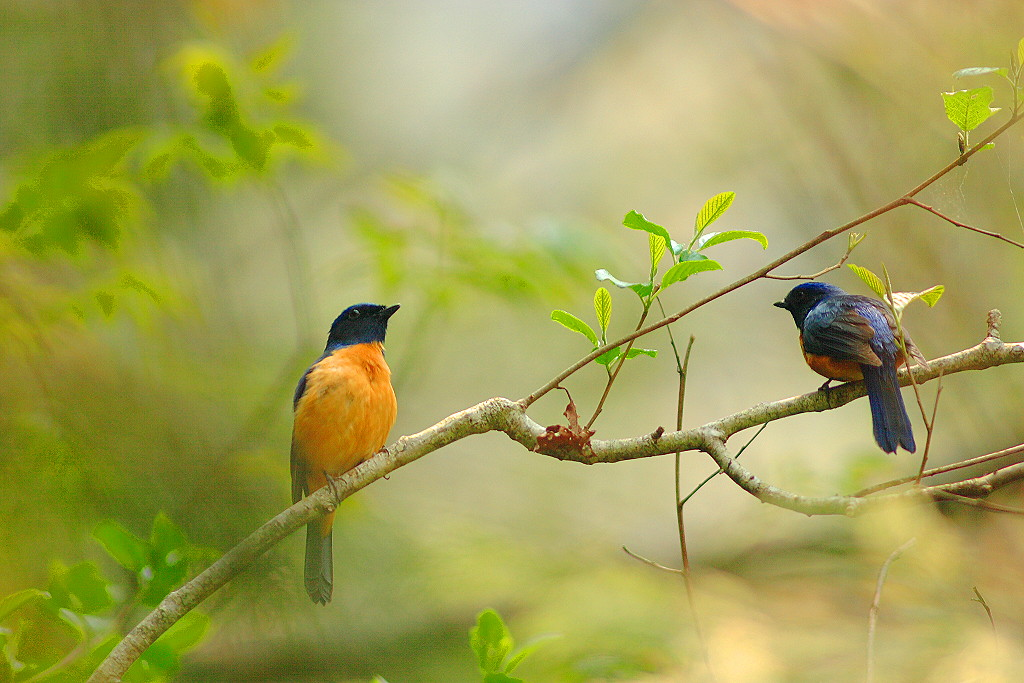

## Status och hot
Arten har ett begränsat utbredningsområde, men beståndet tros vara stabilt. Internationella naturvårdsunionen IUCN listar arten som livskraftig (LC). Världsbeståndet är relativt litet, uppskattat till mellan 20 000 och 50 000 vuxna individer.

## Namn
Niltava kommer från namnet på praktniltavan (N. sundara) på nepalesiska, Niltau.